# Burg Klopp
Pour les articles homonymes, voir Klopp.
Le château Klopp est un château fort situé au centre du bourg de Bingen am Rhein sur le Rhin, appartenant à la Vallée du Haut-Rhin moyen il a été inscrit sur la liste du patrimoine mondial de l'UNESCO en juin 2002 pour son ensemble unique associant un patrimoine géologique, historique et culturel.

## Histoire
Le château est construit entre 1240 et 1277. Une colline, Kloppenberg, est mentionnée comme résidence d'un clerc à cette époque. Il est ensuite fait mention du château Klopp. Le but du bâtiment était de fortifier la barrière douanière de l'Électorat de Mayence, formée du château Klopp et du château d'Ehrenfels sur la rive opposée, et auxquels s'ajoutera la Mäuseturm de Bingen au cours du XIVe siècle .
Le château sera ensuite vendu en 1438 au chapitre de Mayence par l'archevêque de Mayence Dietrich Schenk von Erbach, et servit également de forteresse prévenant les velléités d'indépendance des villes alentours. Après sa destruction lors de la guerre de Trente Ans, une première reconstruction a eu lieu en 1653. Le château fut cependant rapidement détruit à nouveau en 1689, par les troupes de Louis XIV sous Nicolas Chalon du Blé pendant la guerre de la Ligue d'Augsbourg. L'Électorat de Mayence finira de le saccager entre 1711 et 1712, pendant la guerre de Succession d'Espagne, pour empêcher son utilisation par l'ennemi. La ruine est achetée par le commissaire notaire et le gouvernement du canton de Bingen (de), Gottfried Hermann Joseph Faber en 1800. La colline de Klopp ainsi que la ruine changent de propriétaire en 1840 au profit de Johann Gustav von Mengden qui souhaite reconstruire, avant de finalement changer ses plans pour vendre à l'armateur et marchand de Cologne Ludwig Maria Cron en 1853.

## Source
- (de) Cet article est partiellement ou en totalité issu de l’article de Wikipédia en allemand intitulé « Burg Klopp » (voir la liste des auteurs).